# Acceso abierto diamante

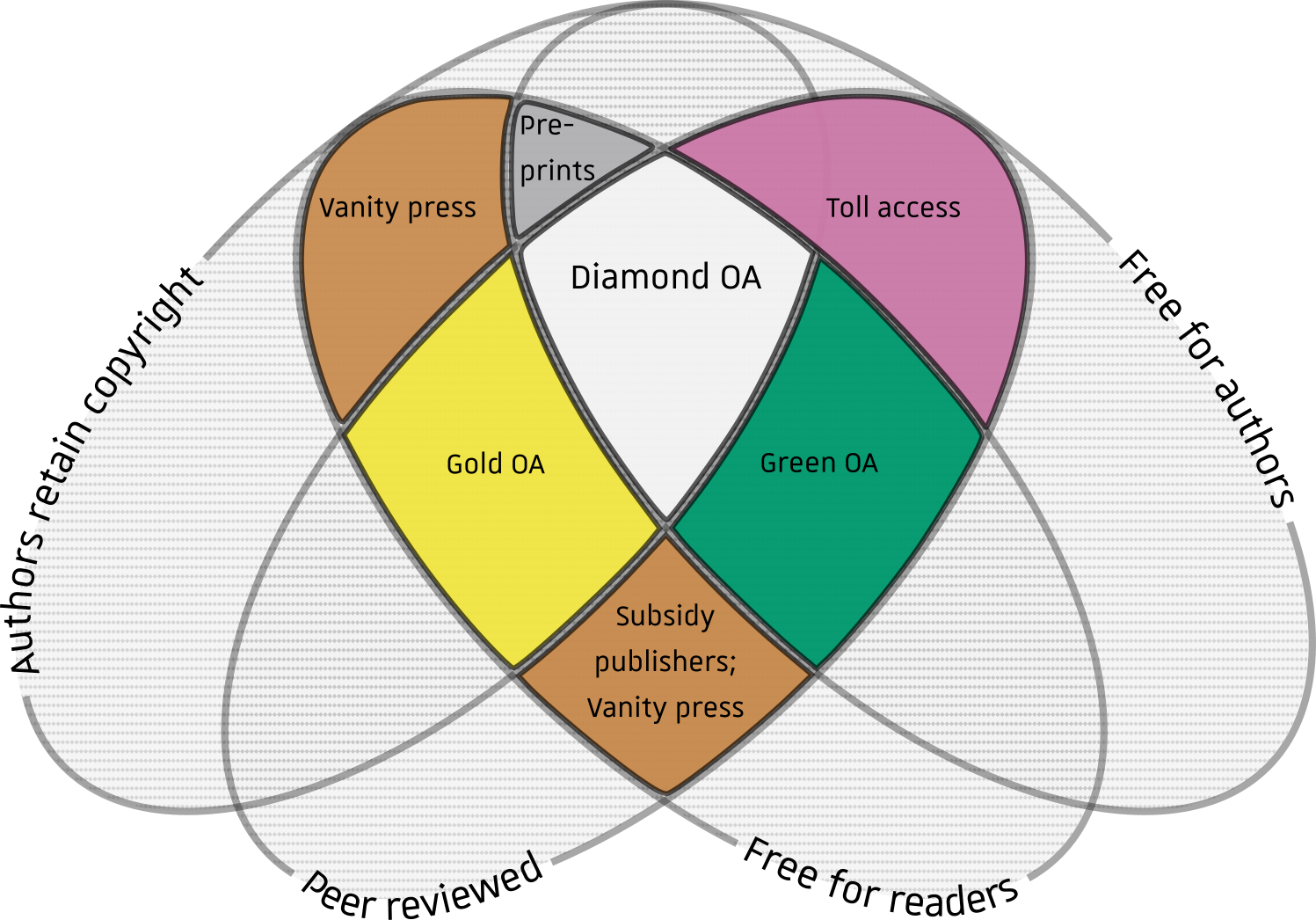
Acceso de publicaciones.

El acceso abierto diamante o de vía diamante se refiere a los textos académicos (como monografías, colecciones editadas y artículos de revistas) publicados/distribuidos/preservados sin cargos para el lector o el autor. Las etiquetas alternativas incluyen el acceso abierto platino, el acceso abierto no comercial, el acceso abierto cooperativo o, más recientemente, los bienes comunes de acceso abierto. Si bien estos términos se acuñaron por primera vez en las décadas de 2000 y 2010, se han aplicado retroactivamente una variedad de estructuras y formas de publicación, desde editores universitarios subvencionados hasta cooperativas dirigidas por voluntarios que han existido en décadas anteriores.
En 2021, se estima que entre 17.000 y 29.000 revistas científicas dependían de un modelo de acceso abierto diamante. Son el 64 % de las revistas registradas en el Directorio de Revistas de Acceso Abierto (DOAJ) y el 44 % de los artículos, ya que su producción media es menor que la de las revistas con fines de lucro. El modelo diamante ha tenido especial éxito en las revistas con sede en América Latina (95 % de las revistas OA) tras la aparición de grandes plataformas apoyadas públicamente, como Latindex, SciELO y Redalyc.
En 2022, las nuevas políticas nacionales e internacionales, como la recomendación de la UNESCO sobre ciencia abierta, y el Plan de Acción para el Acceso Abierto de Diamantes promovido por la cOAlition S tienen como objetivo apoyar el desarrollo de formularios de publicación de acceso abierto no comerciales o impulsados por la comunidad.

## Distribución de revistas de acceso abierto diamante
El OA Diamond Study proporciona una estimación de >29 000 revistas de acceso abierto diamante en 2021, que representan una parte significativa del número total de revistas académicas.[Las revistas Diamond son el 64 % de las revistas de acceso abierto registradas en el Directorio de Revistas de Acceso Abierto (DOAJ) con 13 194 entradas en mayo de 2025. En 2013, Fuchs y Sandoval ya señalaron que, en lo que respecta al número de revistas individuales, el modelo diamante es la principal forma de publicación de acceso abierto: "El acceso abierto de Diamond no es solo una idea, sino más bien, como muestran los datos empíricos proporcionados en este documento, la realidad dominante del acceso abierto".
Si bien el modelo diamante es frecuente entre las revistas de acceso abierto cuando se observan los títulos de las revistas, este no es el caso cuando se observa el número agregado de artículos, ya que publican menos artículos en general. El Estudio OA Diamond encuentra que las 10.194 revistas sin tarifas de publicación registradas en el Directorio de Revistas de Acceso Abierto publicaron 356.000 artículos al año en el 2017-2019 en lugar de 453.000 artículos publicados por 3.919 revistas comerciales con APC: "vemos que OA Diamond publica alrededor del 8-9% del número total de artículos académicos, y las revistas OA basadas en APC. Esta discrepancia se puede atribuir principalmente a una producción consistentemente menor de la revista de acceso abierto de diamantes en comparación con las revistas comerciales: "En DOAJ encontramos que la mayoría de las revistas de diamantes de OA (54,4%) publican 24 o menos artículos al año; solo el 33,4% de las revistas basadas en APC tienen un tamaño similar. " Las revistas Diamond también tienen una producción editorial más diversa que incluye otras formas de producciones académicas como reseñas de libros o editoriales que pueden contribuir a disminuir su participación en el número total de artículos de investigación.
En 2014-2019, la producción de la revista de acceso abierto diamante ha seguido creciendo en términos absolutos, pero ha disminuido relativamente a la producción de revistas comerciales de acceso abierto.[El período mostró un desarrollo significativo de los grandes editores basados en APC, así como una creciente conversión de los editores heredados basados en suscripciones al modelo comercial de acceso abierto.
Cualquier estimación del número de revistas o artículos de diamantes es difícil, ya que la mayoría de las revistas no comerciales o de gestión comunitaria no se identifican como revistas diamante y esta definición debe deducirse reconstruida a partir de la falta de APC de cualquier otra actividad comercial.Además, las revistas diamante tienen más dificultades para realizar el registro en índices académicos y permanecen en gran medida inexploradas.

### Distribución geográfica
La mayoría de las revistas de diamantes de acceso abierto en América Latina y Europa: "alrededor del 45 % se publican en Europa y el 25 % en América Latina".En términos relativos, el modelo de diamante es especialmente frecuente en América Latina, con el 95 % de las revistas de acceso abierto registradas en DOAJ, en menor medida, en Europa del Este (81 %). En contraste con los países de Europa Occidental y América del Norte, el movimiento de acceso abierto en América Latina se estructuró en gran medida en torno a plataformas apoyadas públicamente como Redalyc, o Scielo, en lugar de editores con sede en APC:
La región latinoamericana, como resultado, posee un ecosistema caracterizado por el hecho de que la "publicación" se concibe como actos de "hacer público", de "compartir", en lugar de la actividad de una industria editorial impulsada por los beneficios (...) Las revistas académicas latinoamericanas son dirigidas, propiedad y financiadas por instituciones académicas. Es raro externalizar procesos editoriales.
El OA Diamond Study explica estos desarrollos separados de la presencia o la falta de grandes editoriales de propiedad privada: "La mayoría de las grandes editoriales comerciales tienen su sede en Europa Occidental o EE. UU./Canadá, lo que explica parte del dominio relativo del modelo APC en estas regiones. Sin estos editores, Europa Occidental y EE. UU./Canadá serían más similares a otras regiones. " Las revistas latinoamericanas han sido descuidadas durante mucho tiempo en los principales índices comerciales, lo que puede haber alentado el desarrollo de iniciativas locales.
El modelo diamante ha llegado a encarnar un ideal de justicia social y diversidad cultural en los países emergentes y en desarrollo. Las revistas de acceso abierto diamante tienen más probabilidades de ser multilingües (38%): "si bien el inglés es el idioma más común, es más importante para las revistas basadas en APC que para las de diamantes OA. El español, el portugués y el francés juegan un papel mucho más importante para las revistas de diamantes OA que para las basadas en APC. En general, esto se aplica a la mayoría de los idiomas que no son el inglés."

### Disciplinas
Si bien las revistas de acceso abierto diamante están disponibles para la mayoría de las disciplinas, son más frecuentes en las humanidades y las ciencias sociales. El OA Diamond Study encuentra que, entre las revistas registradas en el DOAJ, las publicaciones de humanidades y ciencias sociales representan el 60 % de las revistas de acceso abierto de Diamond y solo el 23,9 % de las revistas basadas en APC.Esta distribución puede deberse a la evolución diferenciada de la publicación científica durante el siglo XX: "las pequeñas revistas HSS a menudo son propiedad de universidades y sociedades que a menudo prefieren los modelos de diamantes OA, mientras que muchas grandes revistas de ciencia y medicina son propiedad de editoriales comerciales, más inclinadas a usar modelos APC."
El modelo diamante sigue siendo atestiguado en varias disciplinas, con el 22,2 % de las revistas de diamantes en STEM y el 17,1 % en Medicina. Las revistas médicas de diamantes a menudo están incrustadas en las comunidades locales, especialmente en países no occidentales: "Se hace evidente que las revistas locales de diamantes OA no solo son importantes en HSS, sino también en medicina"
Una encuesta adicional dirigida por la OA Diamond Survey en 1.619 revistas de acceso abierto diamante destaca una distribución disciplinaria más compleja: aunque las ciencias sociales (27,2%) y las humanidades (19,2%) están bien representadas, más de una cuarta parte de los encuestados no estaban a favor de una disciplina en particular (15,1 % para multidisciplinarios y 12 % para "otros").